# 許勢哥麻
許勢哥麻（こせ の かま、生没年不詳）は、百済の使者。日本人であるが、百済王権に仕えた倭系百済官僚である。

## 概要
544年3月、新羅によって滅ぼされた啄己呑、卓淳、南加羅の任那三国を復興するための使者として百済から日本に派遣された。「奈率」の阿乇得文、物部哥非などとともに欽明天皇に任那三国の復興を要請する上表文を捧げ、11月に帰国する。577年4月、「徳率」の真慕宣文とともに援兵を要請するために再度日本に派遣された。